# Squatterzy

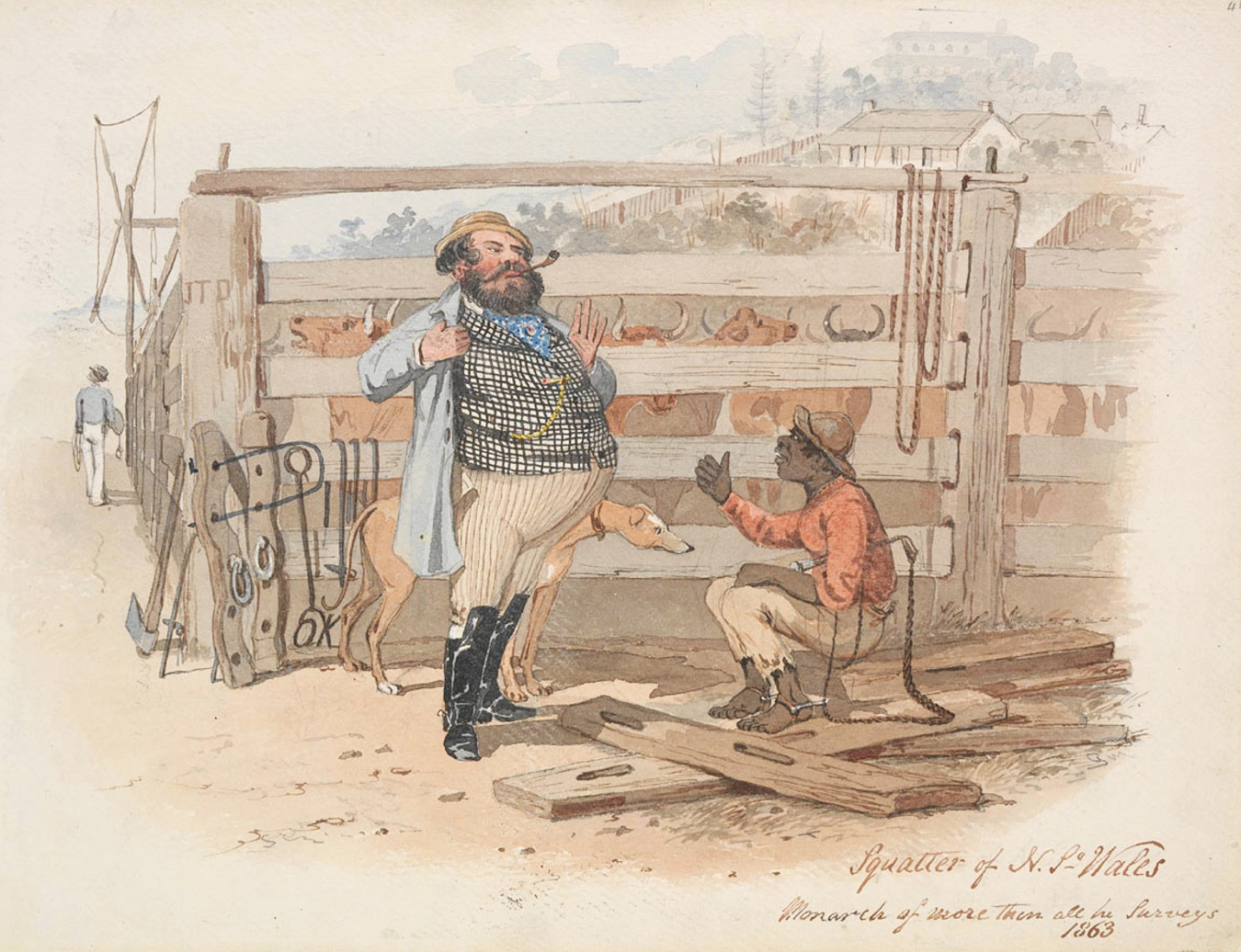
Squatter, rys. Samuel Thomas Gill, 1863

Squatterzy lub skwaterzy (ang. squatters) – warstwa społeczna ziemian australijskich w XIX w., wywodzących się z legalizowanych samorodnych osadników buszu Australii (outback). Termin w szerszym znaczeniu odnosi się również do nielegalnych osadników w XIX-wiecznych Stanach Zjednoczonych, zajmujących ziemię do której nie mieli formalnych praw, określa się nim też amerykańskich pionierów, a obecnie także dzikich lokatorów zamieszkujących squaty (skłoty).

## Australia
W wyniku funkcjonowania społeczeństwa klasowego w Australii w XIX w. oraz odmiennych od występujących w Wielkiej Brytanii warunków gospodarowania ziemią, pojawiła się tam grupa osadników, którzy w sposób nielegalny przejmowali tzw. ziemię niczyją, z reguły należącą do Aborygenów. Władze kolonialne początkowych lat osadnictwa brytyjskiego w Nowej Południowej Walii przywiązywały dużą wagę do uprawy ziemi i hodowli. W tym okresie szczególny wpływ na ukształtowanie stosunków społeczno-gospodarczych Australii miał gubernator kolonii, Lachlan Macquaire. Dzięki jego osobistemu zaangażowaniu wprowadzono zasadę przydzielania przez gubernatora bezpłatnych działek osadnikom z Europy. Do 1825 roku takie działki mogły mieć do 30 akrów. W 1826 roku nowy gubernator, Ralph Darling, ustalił granice obszaru, na którym działki dalej mogły być rozdawane za darmo. 3 lata później granice te rozszerzono, w wyniku czego objęły one dziewiętnaście hrabstw otaczających Sydney. Termin squatter pojawił się w 1828 roku i oznaczał osobę, która osiedlała się poza wyznaczonym darmowym obszarem. Termin ten wkrótce zmienił znaczenie i zaczęto nim określać bogaczy wypasających duże ilości zwierząt gospodarskich, zazwyczaj na terenach do nich nienależących. Z racji na ich dużą zamożność tą klasę społeczną zaczęto określać terminem squattocracy, co nawiązywało do angielskiego słowa arystocracy (arystokracja). Terminu squatter używa się również do określania australijskiej ludności pasterskiej dzierżawiącej pastwiska od rządu.
W 1831 odnotowuje się pierwszą licytację działki położonej w tzw. outback. Napędzało to wzrost wartości ziemi. W tych warunkach, rosnących cenach towarów, głównie sprowadzanych z Anglii, dotychczasowym drobnym farmerom, rekrutującym się przede wszystkim z byłych więźniów, coraz trudniej było utrzymać się z roli. Z uwagi na niskie urodzaje płodów rolnych w gospodarce kolonii zwiększała się rola hodowli, zwłaszcza owiec. Zapotrzebowanie brytyjskiego przemysłu spowodowało, że ostatecznie to wełna stała się głównym towarem eksportowym Australii (tylko w 50. i 60. XIX w. ustąpiła pierwszeństwa złotu).
Duże zasługi dla rozwoju procesu squattingu miał John Macarthur, posiadacz znacznych połaci ziemi, który sprowadził owce do Australii. Korzystając z rozległych posiadłości i bezpłatnej pracy więźniów, uzyskiwał wysoki dochód z produkcji wełny. Jego gospodarstwo stało się wzorowym dla modelowej organizacji squatterskiej – stanicy pasterskiej.
Władze kolonialne, zauważając wzrost znaczenia gospodarczego squatterów próbowały przeciwdziałać tego rodzaju osadnictwu. W 1836 wprowadzono roczny czynsz dla samorodnych osadników. W 50. XIX w. problem ten był żywo dyskutowany w Zgromadzeniu Ustawodawczym. Dopiero w 1856 Henry Parker przeprowadził reformę finansów, wprowadzając podatek gruntowy dla squattów. Pomimo tych działań osadnicy niewiele stracili z dotychczasowej pozycji. Dzięki posiadanym pieniądzom, łatwo robili kariery towarzyskie, zawierając intratne małżeństwa i polityczne. Także dzięki szybkiemu wzbogacaniu się dostępowali prawa wybierania i wybieralności do Parlamentu, dzięki spełnieniu cenzusu ziemskiego. Nierzadko też tworzyli rodzącą się inteligencję australijską. Ich wpływy były tak znaczące, że wytworzyli warstwę społeczną nazywaną squattokracją (squattocracy). Do czołowych przedstawicieli tej grupy społecznej należy m.in. William Forster, premier Nowej Południowej Walii, długoletni parlamentarzysta, pisarz, ale przede wszystkim uznawany w swoich czasach za symbol cnót obywatelskich i uosobienie squattingu. O tym jak wpływowi byli skwaterzy, chronieni przez policję przed wędrowcami i włóczęgami, można usłyszeć w australijskiej piosence Waltzing Matilda.
W późniejszym czasie sytuacja squatterów została uregulowana prawnie (Nicholson Land Act, 1880), powodując zanik tej warstwy do końca XIX w. 